# Carsosaurus
Carsosaurus es un género extinto de reptiles anfibios perteneciente a la superfamilia de los mosasaurios, que incluye únicamente a la especie Carsosaurus marchesetti. Es conocido a partir de un único ejemplar hallado en la Caliza de Komen de Eslovenia. El espécimen está bien conservado, con numerosos huesos, algunas impresiones de piel y cartílago esternal. Aunque se necesitan más restos para confirmarlo, generalmente se considera que pertenece a la familia Aigialosauridae. En vida, era una criatura anfibia que pasaba la mayor parte de su tiempo en tierra, aunque sus parientes posteriores se volvieron completamente acuáticos.

## Descubrimiento y denominación
Carsosaurus marchesetti fue descrito a partir de un esqueleto casi completo, descubierto en la meseta del Karst cerca de Komen (actual Eslovenia) por Andreas Kornhuber en 1893. Este se encuentra en el Museo Civico di Storia Naturale di Trieste. Kornhuber lo comparó con Acteosaurus tommasinii, ya que ambos fueron encontrados en la misma área. Sin embargo, identificó numerosas diferencias entre ambos y concluyó que no estaban estrechamente relacionados: Acteosaurus tommasinii pertenecía a la familia Dolichosauridae, mientras que Carsosaurus se asemejaba más a un lagarto monitor. Para el "hermoso e inolvidable lagarto del Karst", en sus palabras, eligió el nombre genérico Carsosaurus. El epíteto específico marchesetti fue en honor al director del museo, el Dr. Carlo de Marchesetti.

## Descripción

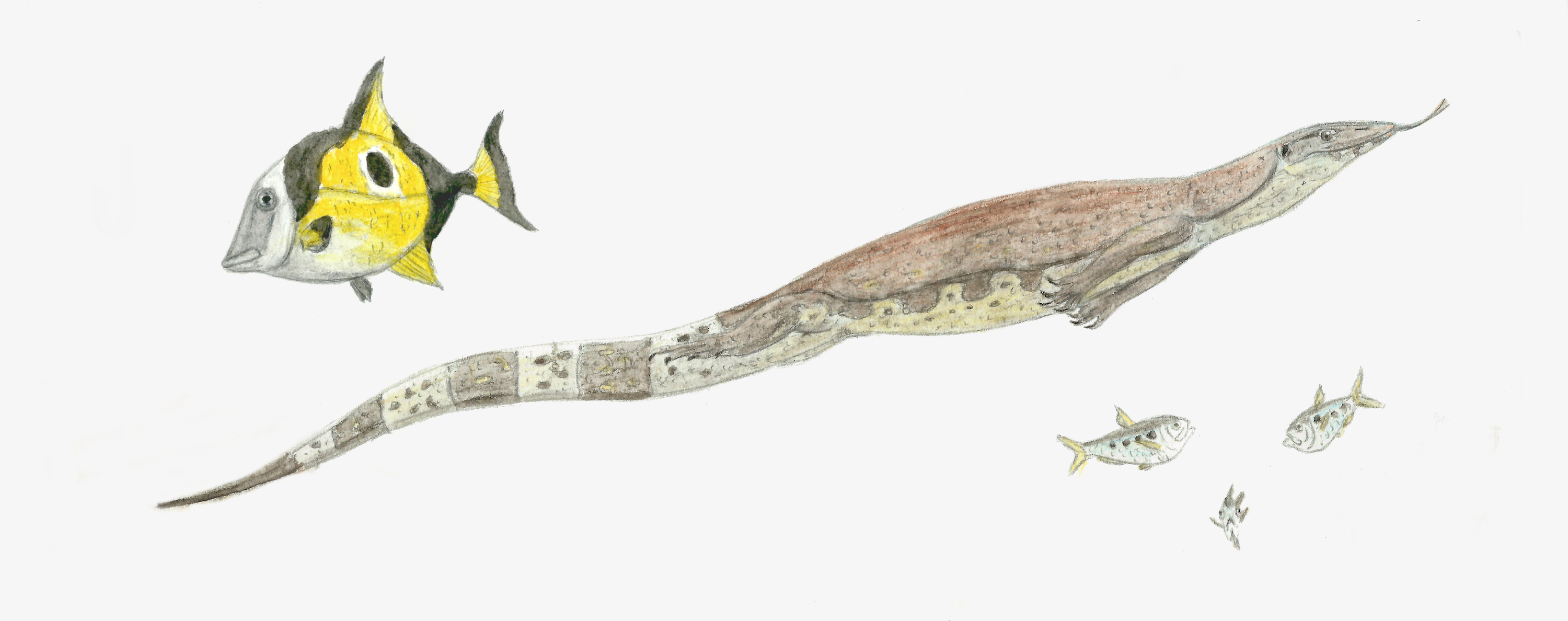
Restauración de vida basada en el material conocido y parientes cercanos. Carsosaurus se muestra junto a los peces contemporáneos Coelodus y Diplomystus.

Carsosaurus es conocido únicamente por un único espécimen, actualmente albergado en el Civico Museo di Storia Naturale de Trieste. Le faltan el cráneo, las vértebras cervicales anteriores y gran parte de la cola, pero por lo demás está muy completo. La longitud total de las partes preservadas es de 97,5 centímetros (1 m). Kornhuber hipotetizó que la cola, en su mayor parte ausente, podría haber sido el doble de larga que el cuerpo —67 centímetros (0,7 m)— con un estimado de 130 a 140 centímetros (1,3 a 1,4 m). En el tronco, el esqueleto tiene 14,5 centímetros (0,1 m) de ancho. Solo están presentes 3 vértebras cervicales (las más alejadas de la cabeza), pero en vida probablemente había entre 7 y 9. De manera similar, solo se conservan 12 vértebras caudales (ubicadas en la cola) en el fósil, pero podrían haber sido más de 100. Hay 5 pares de costillas verdaderas, y se presume que había 3–4 pares adicionales de costillas falsas. También se conservan impresiones de la epidermis, que muestran escamas en forma de rombo, engrosadas en los márgenes. Además, hay cartílago esternal mineralizado, que es grande y con forma de escudo.

## Clasificación
Kornhuber clasificó inicialmente a Carsosaurus como miembro de los Aigialosauridae, debido a sus características postcraneales. Un siglo después, en 1995, un análisis cuantitativo que incluyó fósiles de otras especies encontradas en los años intermedios respaldó esta ubicación filogenética. Debido a la falta de un cráneo, no se puede determinar si C. marchesetti podría pertenecer al género Aigialosaurus. Dado que Aigialosaurus es el nombre más antiguo, Carsosaurus puede considerarse un nomen dubium.

## Paleobiología
Kornhuber consideró que Carsosaurus era anfibio, aunque principalmente terrestre. Su larga cola podría haber servido como timón de emergencia, así como una herramienta para defensa, agarre, escalada y propulsión. Su fósil contiene lo que Kornhuber interpretó como restos de muchos peces pequeños, lagartos y posiblemente anfibios, lo que indica que Carsosaurus era un cazador que consumía presas vivas enteras. Sin embargo, en 2001, Caldwell y Michael S.Y. Lee propusieron que estos no eran contenidos intestinales, sino restos de embriones. Su posición sugiere que habrían nacido con la cola primero, para reducir el riesgo de ahogamiento, ya que de esta manera sus fosas nasales emergían al final. Dado que uno se encuentra en la pelvis, es posible que el espécimen muriera durante el parto. La capacidad de Carsosaurus y otros aigialosaurios anfibios tempranos para dar a luz crías vivas habría reducido su dependencia de la tierra, permitiendo su evolución hacia mosasaurios masivos y completamente acuáticos, que existieron desde hace 98 millones de años hasta el final del Cretácico, hace 65.5 millones de años.

## Paleoecología
El único espécimen conocido de Carsosaurus vivió en algún momento entre el Cenomaniano y el Turoniense, en el Cretácico Superior. Durante el Cenomaniano, gran parte de la zona de Komen habría estado cubierta por agua, con un clima tropical o subtropical. Los niveles superiores probablemente estaban bien oxigenados, debido al gran número de peces recuperados, mientras que el fondo habría sido anóxico o disóxico debido a la escasez de fósiles de invertebrados bentónicos. La tierra expuesta no habría estado lejos, dado los hábitos parcialmente terrestres de muchas especies allí, incluidos los aigialosaurios. Otros taxones que vivieron o probablemente vivieron en la zona de Komen durante el Cretácico Superior incluyen al Komensaurus (otro género de aigialosaurio), Myctophidae (una familia de peces cuyos miembros modernos se encuentran en aguas profundas con distribución mundial), moluscos de concha dura, crustáceos, coníferas y amonites.